# 陸軍軍歌 (中華民國)
《陸軍軍歌》是現行中華民國陸軍的軍歌，创作于1965-1967年，由何志浩作词，樊燮华作曲。

## 歷史
在中華民國行憲軍隊國家化之前，并无正式的陆军军歌。陆军长期使用《黄埔军校校歌》作为军歌。
1965年，国军在臺开始正式征集陆军军歌。何志浩创作的歌词工整平稳，被选中，经总统蒋中正审阅后正式定为陆军军歌。1967年，作曲家樊燮华配旋律后正式发布，定为陆军军歌。

## 歌詞
| 歌詞原文 |
| --- |
| 風雲起，山河動， 黃埔建軍聲勢雄， 革命壯士矢精忠， 金戈鐵馬，百戰沙場， 安內攘外作先鋒。 縱橫掃蕩，復興中華， 所向無敵立大功。 |
| 旌旗耀，金鼓響， 龍騰虎躍軍威壯， 忠誠精實風紀揚， 機動攻勢，勇敢沈著， 奇襲主動智謀廣。 肝膽相照，團結自強， 殲滅敵寇凱歌唱。 |